# Bobby Decordova-Reid
Bobby Armani Decordova-Reid (* 2. února 1993 Bristol) je jamajský profesionální fotbalista, který hraje na pozici křídelníka či ofensivního záložníka za anglický klub Fulham FC.

## Klubová kariéra

### Bristol City
Reid je odchovancem Bristolu City, se kterým 4. dubna 2011 podepsal profesionální smlouvu. V posledním zápase sezony 2010/11 debutoval v A-týmu při výhře 3:0 nad Hullem City.
V listopadu 2011 odešel Reid na dvouměsíční hostování do Cheltenhamu Town. V League Two odehrál jen jedno utkání, a to, když nastoupil do utkání proti Southendu United.
Dne 25. března 2013 odešel Reid do třetiligového Oldhamu Athletic na hostování do konce sezony 2012/13.
Sezónu 2014/15 pak Reid strávil na hostování v Plymouthu Argyle.
Následující ročník se Reid dokázal prosadit do základní sestavy Bristolu, nastoupil do 28 zápasů EFL Championship a vstřelil dva góly.
Reid se v sezóně 2017/18 podílel na postupu Bristolu City do semifinále EFL Cupu, když porazili hned čtyři soupeře z Premier League (Watford, Stoke City, Crystal Palace a Manchester United). Reid skóroval v semifinále proti Manchesteru City, nicméně Bristol do finále nepostoupil po výsledcích 1:2 a 2:3.

### Cardiff City
Dne 28. června 2018 podepsal Reid čtyřletou smlouvu s nováčkem Premier League Cardiffem City; přestupová částka byla odhadována na 10 milionů liber. Za klub debutoval v úvodní den sezony 2018/19 při porážce 2:0 s AFC Bournemouth. Reid vstřelil svůj první gól v dresu Cardiffu 20. října při výhře 4:2 nad Fulhamem. 2. února 2019, v den svých 26. narozenin a zároveň v prvním domácím zápase po zmizení nového hráče Emiliana Saly, vstřelil Reid oba góly při výhře nad AFC Bournemouth.

### Fulham
V srpnu 2019 odešel na hostování do Fulhamu. Reid debutoval 10. srpna 2019 při vítězství 2:0 proti Blackburnu Rovers v EFL Championship. Svůj první gól za klub vstřelil 26. listopadu 2019 při výhře 3:0 nad Derby County. Reid přestoupil do Fulhamu natrvalo 24. ledna 2020 a podepsal smlouvu na tři a půl roku.
Decordova-Reid zakončil sezónu 2020/21 jako nejlepší střelec Fulhamu, nicméně nedokázal odvrátit sestup Fulhamu z Premier League.
Dne 14. srpna 2021 se třemi asistencemi podílel na výhře 5:1 nad Huddersfieldem Town.

## Reprezentační kariéra
V červnu 2019 dostal Reid pozvánku do jamajské reprezentace na Zlatý pohár CONCACAF. Svůj reprezentační debut si odbyl 6. září při výhře 6:0 nad reprezentací Antiguy a Barbudy.

## Osobní život
Decordova-Reid se narodil v anglickém Bristolu a je jamajského původu. V říjnu 2018 si změnil jméno na Bobby Decordova-Reid. Decordova je příjmení jeho matky a Reid jej začal používat, protože „se jí chtěl odvděčit za to, co pro něj udělala“.

## Statistiky

### Klubové
K 11. únoru 2023
| Klub                    | Sezóna  | Liga           | Liga   | Liga | FA Cup | FA Cup | EFL Cup | EFL Cup | Celkem | Celkem |
| Klub                    | Sezóna  | Liga           | Zápasy | Góly | Zápasy | Góly   | Zápasy  | Góly    | Zápasy | Góly   |
| ----------------------- | ------- | -------------- | ------ | ---- | ------ | ------ | ------- | ------- | ------ | ------ |
| Bristol City            | 2010/11 | Championship   | 1      | 0    | 0      | 0      | 0       | 0       | 1      | 0      |
| Bristol City            | 2011/12 | Championship   | 0      | 0    | —      | —      | 0       | 0       | 0      | 0      |
| Bristol City            | 2012/13 | Championship   | 4      | 1    | 1      | 0      | 0       | 0       | 5      | 1      |
| Bristol City            | 2013/14 | League One     | 24     | 1    | 3      | 0      | 3       | 0       | 30     | 1      |
| Bristol City            | 2014/15 | League One     | 2      | 0    | 0      | 0      | 1       | 0       | 3      | 0      |
| Bristol City            | 2015/16 | Championship   | 28     | 2    | 1      | 0      | 1       | 0       | 30     | 2      |
| Bristol City            | 2016/17 | Championship   | 30     | 3    | 1      | 0      | 4       | 1       | 35     | 4      |
| Bristol City            | 2017/18 | Championship   | 46     | 19   | 0      | 0      | 6       | 2       | 52     | 21     |
| Bristol City            | Celkem  | Celkem         | 135    | 26   | 6      | 0      | 15      | 3       | 156    | 29     |
| Cheltenham Town (host.) | 2011/12 | League Two     | 1      | 0    | 0      | 0      | —       | —       | 1      | 0      |
| Oldham Athletic (host.) | 2012/13 | League One     | 7      | 0    | —      | —      | —       | —       | 7      | 0      |
| Plymouth Argyle (host.) | 2014/15 | League Two     | 35     | 3    | —      | —      | —       | —       | 35     | 3      |
| Cardiff City            | 2018/19 | Premier League | 27     | 5    | 1      | 0      | 1       | 0       | 29     | 5      |
| Cardiff City            | 2019/20 | Championship   | 1      | 0    | 0      | 0      | 0       | 0       | 1      | 0      |
| Cardiff City            | Celkem  | Celkem         | 28     | 5    | 1      | 0      | 1       | 0       | 30     | 5      |
| Fulham (host.)          | 2019/20 | Championship   | 24     | 4    | 0      | 0      | 1       | 0       | 25     | 4      |
| Fulham                  | 2019/20 | Championship   | 20     | 2    | 1      | 0      | 0       | 0       | 21     | 2      |
| Fulham                  | 2020/21 | Premier League | 33     | 5    | 2      | 1      | 2       | 1       | 37     | 7      |
| Fulham                  | 2021/22 | Championship   | 41     | 8    | 1      | 0      | 2       | 0       | 44     | 8      |
| Fulham                  | 2022/23 | Premier League | 22     | 4    | 3      | 0      | 0       | 0       | 25     | 4      |
| Fulham                  | Celkem  | Celkem         | 113    | 19   | 7      | 1      | 4       | 1       | 127    | 21     |
| Celkem                  | Celkem  | Celkem         | 346    | 57   | 14     | 1      | 21      | 4       | 381    | 62     |

### Reprezentační
K 27. září 2022
| Jamajka | Jamajka | Jamajka |
| Rok     | Zápasy  | Góly    |
| ------- | ------- | ------- |
| 2019    | 4       | 1       |
| 2020    | 2       | 0       |
| 2021    | 8       | 1       |
| 2022    | 3       | 0       |
| Celkem  | 17      | 2       |

#### Reprezentační góly
| Gól | Datum             | Místo                                             | Soupeř            | Skóre | Výsledek | Soutěž                       |
| --- | ----------------- | ------------------------------------------------- | ----------------- | ----- | -------- | ---------------------------- |
| 1.  | 6. září 2019      | Montego Bay Sports Complex, Montego Bay, Jamajka  | Antigua a Barbuda | 2:0   | 6:0      | Liga národů CONCACAF 2019/20 |
| 2.  | 12. července 2021 | Exploria Stadium, Orlando, Spojené státy americké | Surinam           | 2:0   | 2:0      | Zlatý pohár CONCACAF 2021    |

## Ocenění

### Klubová

#### Fulham
- EFL Championship: 2021/22[28]

### Individuální
- Jedenáctka sezóny EFL Championship: 2017/18[29][30]

- Nejhezčí branka turnaje Zlatý pohár CONCACAF: 2021[31]